# Reprezentacja Szwecji w piłce siatkowej mężczyzn
Reprezentacja Szwecji w piłce siatkowej mężczyzn – narodowa reprezentacja tego kraju, reprezentująca go na arenie międzynarodowej. Największe sukcesy odnosiła w latach 1985–1995 gdy trenerem był Anders Kristiansson a grali w niej m.in. Bengt Gustafson, Jan Hedengård i Lars Nilsson.

## Rozgrywki międzynarodowe
Igrzyska Olimpijskie:
- 1988 – 7. miejsce

Mistrzostwa świata:
- 1990 – 10. miejsce
- 1994 – 16. miejsce

Mistrzostwa Europy:
- 1967 – 16. miejsce
- 1971 – 17. miejsce
- 1985 – 9. miejsce
- 1987 – 4. miejsce
- 1989 –  2. miejsce
- 1991 – 10. miejsce
- 1993 – 11. miejsce

Liga Europejska:
- 2017 –  3. miejsce